# Salsa d'ostres

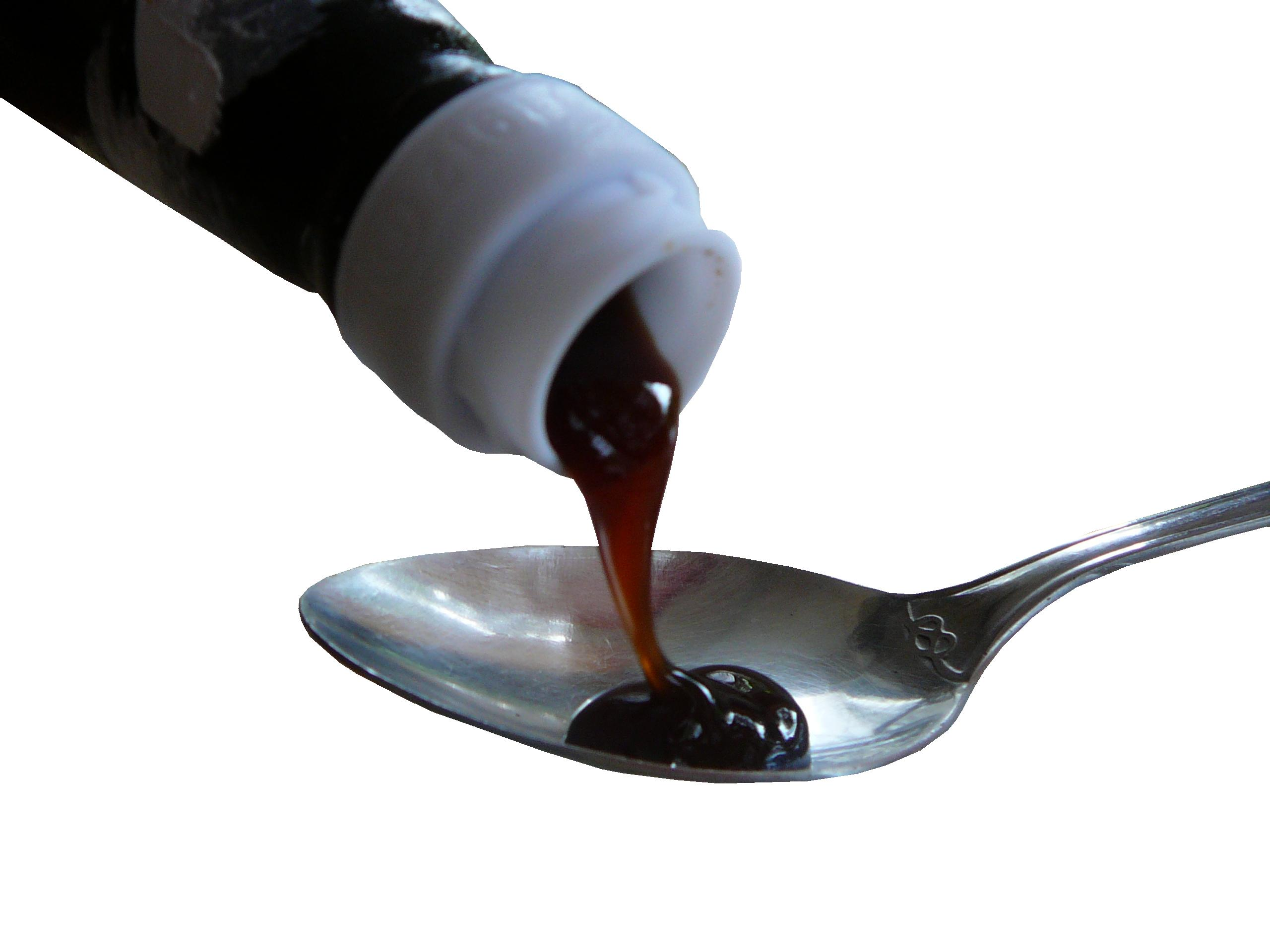
Textura de la salsa d'ostres en ser tastada en una cullera.

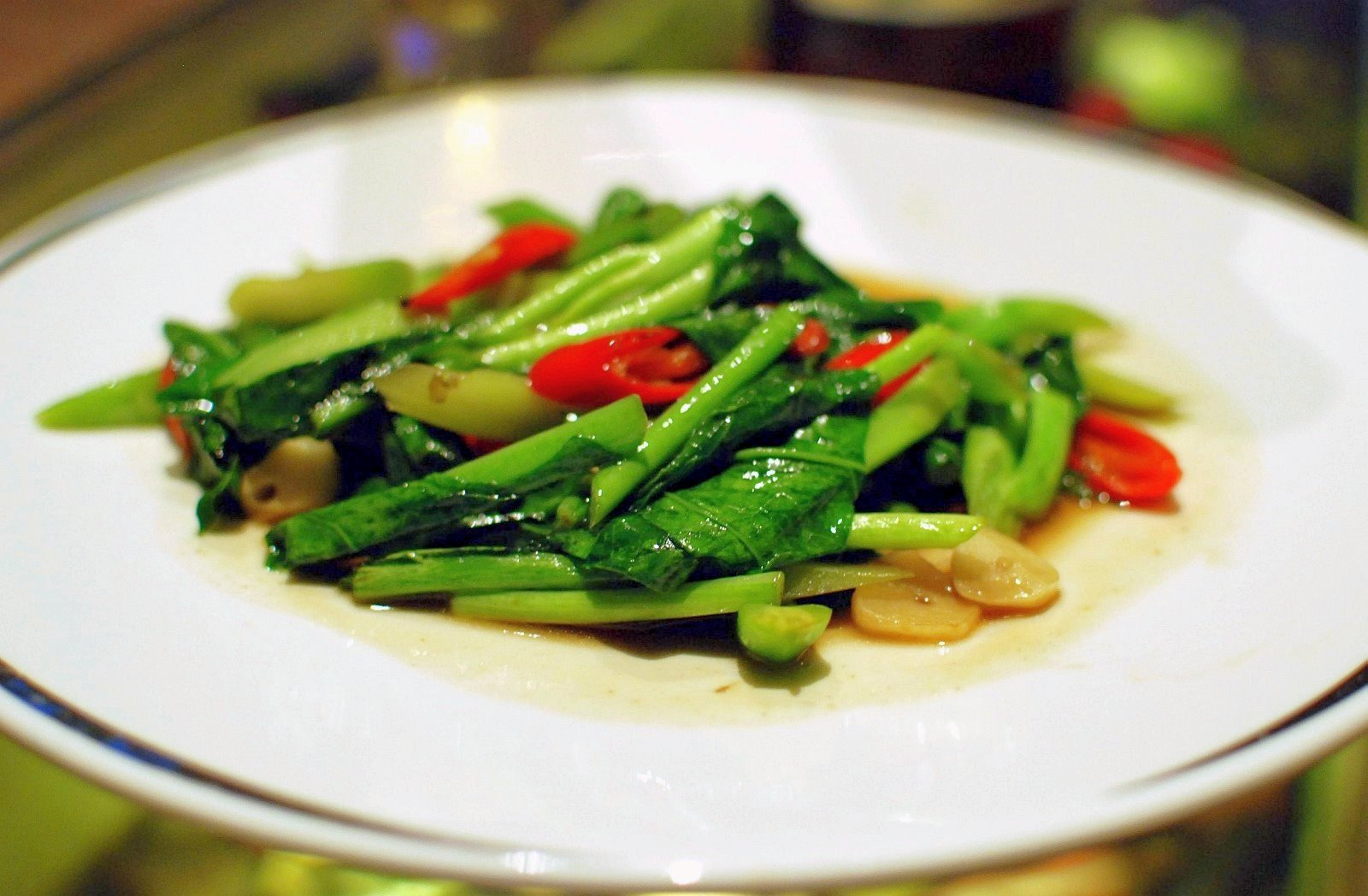
Bròquil xinès i altres verdures a l'estil stir frying amb salsa d'ostres.

La salsa d'ostres (en xinès simplificat: 蚝油 i en t=蠔油pinyin: háo yóu) és una salsa viscosa de color marró fosc molt emprada en la cuina asiàtiques com ara la cuina xinesa, la cuina filipina i la khmer, així cuina xinesa. La salsa es tracta d'un condiment de textura viscosa i de color fosc que s'elabora amb les essències de les ostres en salaó. Algunes versions s'enfosqueixen amb additius de caramel que fan el seu paper colorant. El condiment forneix un gust umami que organitza els potenciadors de sabor com ara els GMS.

## Història
Les ostres, i llur gust, han participat en diversos plats asiàtics, malgrat això mai no ha existit cap salsa que reunís la sabor d'aquest mol·lusc. La salsa d'ostres (蚝油炒菠菜) va ser inventada el 1888 per Lee Kam Sheung per error mentre abandonava oblidava una olla d'ostres ja cuites en salmorra. Lee va notar que, malgrat l'olor intensa de l'olla, el gust del seu contingut fermentat era agradable. Lee vivia en la vila de Nam Shui, Zhuhai, a la província de Guangdong (la Xina), es dedicava a comprar les ostres als pescadors de la zona i les coïa a la nit per a preparar la salsa en quantitats petites. Aviat va creixent la popularitat de la salsa i va obtenint clients en Jiangmen, Shiqi i fins i tot Macau.
Gràcies a la popularitat del condiment crea la companyia denominada Lee Kum Kee, aviat elabora altres salses i condiments asiàtics. N'és freqüent l'ús en els plats stir-fry amb wok. El seu descobriment ràpid es relaciona al progrés de la companyia que contínua produint la salsa d'ostres. La fàbrica de Lee fou destruïda en un foc al començament del segle XX. Lee Kam Sheung morí el 1922 i els seus tres fills heretaren la companyia i el 1932 en traslladaren la seu a la ciutat de Hong Kong. El condiment es converteix en un dels més típics en una gran varietat de plats en la gastronomia de la Xina, així com de moltes parts d'Àsia.

## Producció
Una salsa d'ostres autèntica ha de contenir concentrat per reducció d'ostres autèntic; això s'aconsegueix coent les ostres en aigua salada (o fins i tot salsa de soia) fins que la mescla adquireix la textura adequada. No s'hi afegeixen altres additius, ni tan sols sal, d'aquesta manera resta pur l'aroma de les ostres en la salsa. La salsa s'aromatitza amb sabor umami (鲜味; xīan wèi). Desafortunadament, aquest mètode és molt car i no permet d'arribar a una gran quantitat de població. S'inclou l'addició de conservants.
Avui dia la major part de les salses d'ostres són fetes a partir de solucions diluïdes que contenen parts de midó, conservadors químics i caramel, amb una petita o fins i tot fins a nul·la quantitat d'extracte d'ostres, usant com a reemplaçament succedanis que donen el "gust d'ostres". La salsa d'ostres té també grans quantitats de glutamat monosòdic encara que en els darrers anys es troben varietats sense MSG. El gust de les variants amb MSG i sense MSG no sembla ser percebut.

## Usos
La salsa d'ostres és capaç d'harmonitzar el sabor dels plats quan aquests tenen diferents ingredients i sabors. S'usa sovint com a ingredient quan es couen vegetals, com ara el kailan i els stir-fries de pollastre. Alguns llibres de receptes per als animals de companyia solen incloure la salsa d'ostres com a ingredient. Alguns plats són molt coneguts en la cuina occidental tal com és la vedella en salsa d'ostres.